# Robotnik

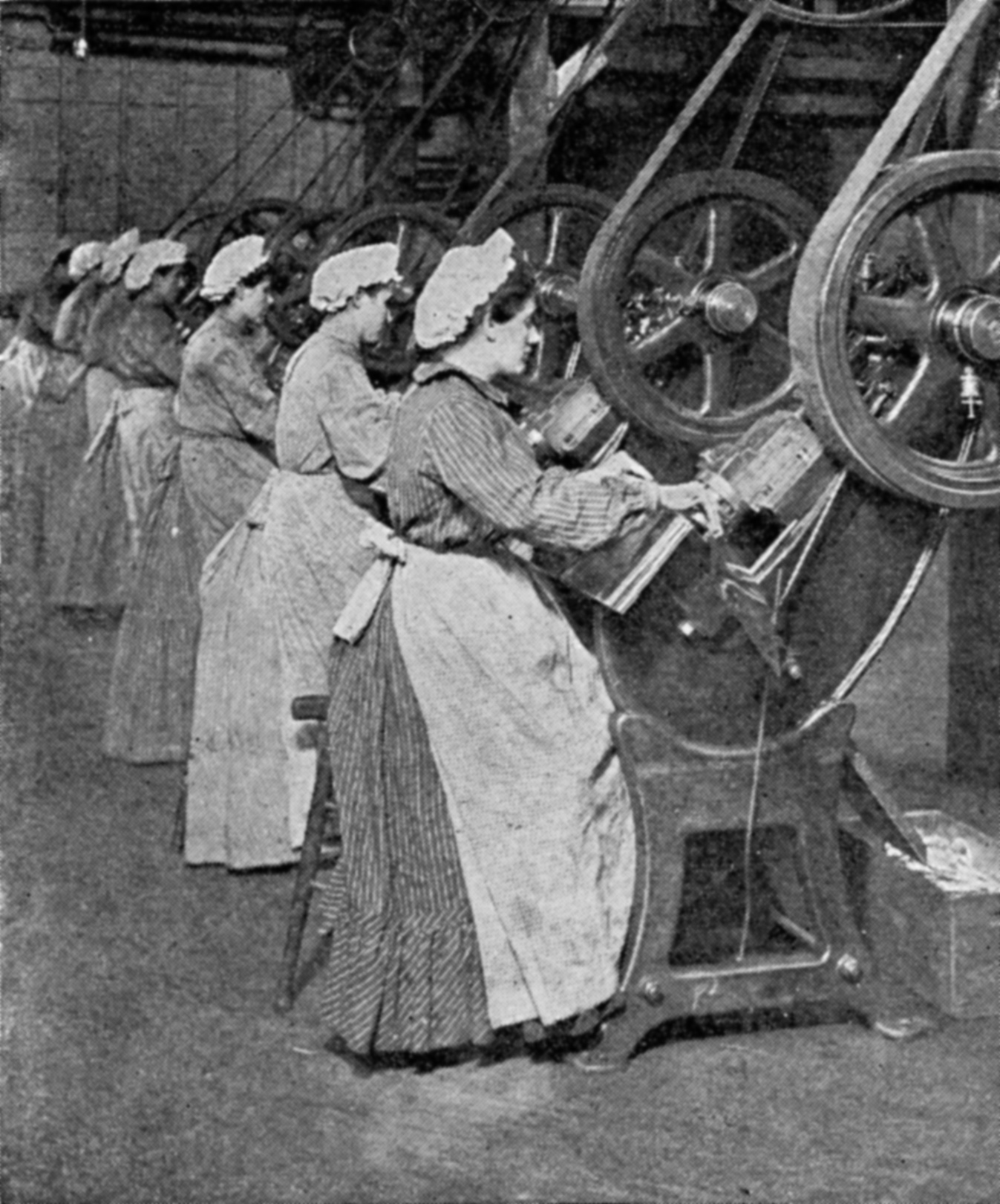
Robotnice w fabryce, Stany Zjednoczone, ok. 1909

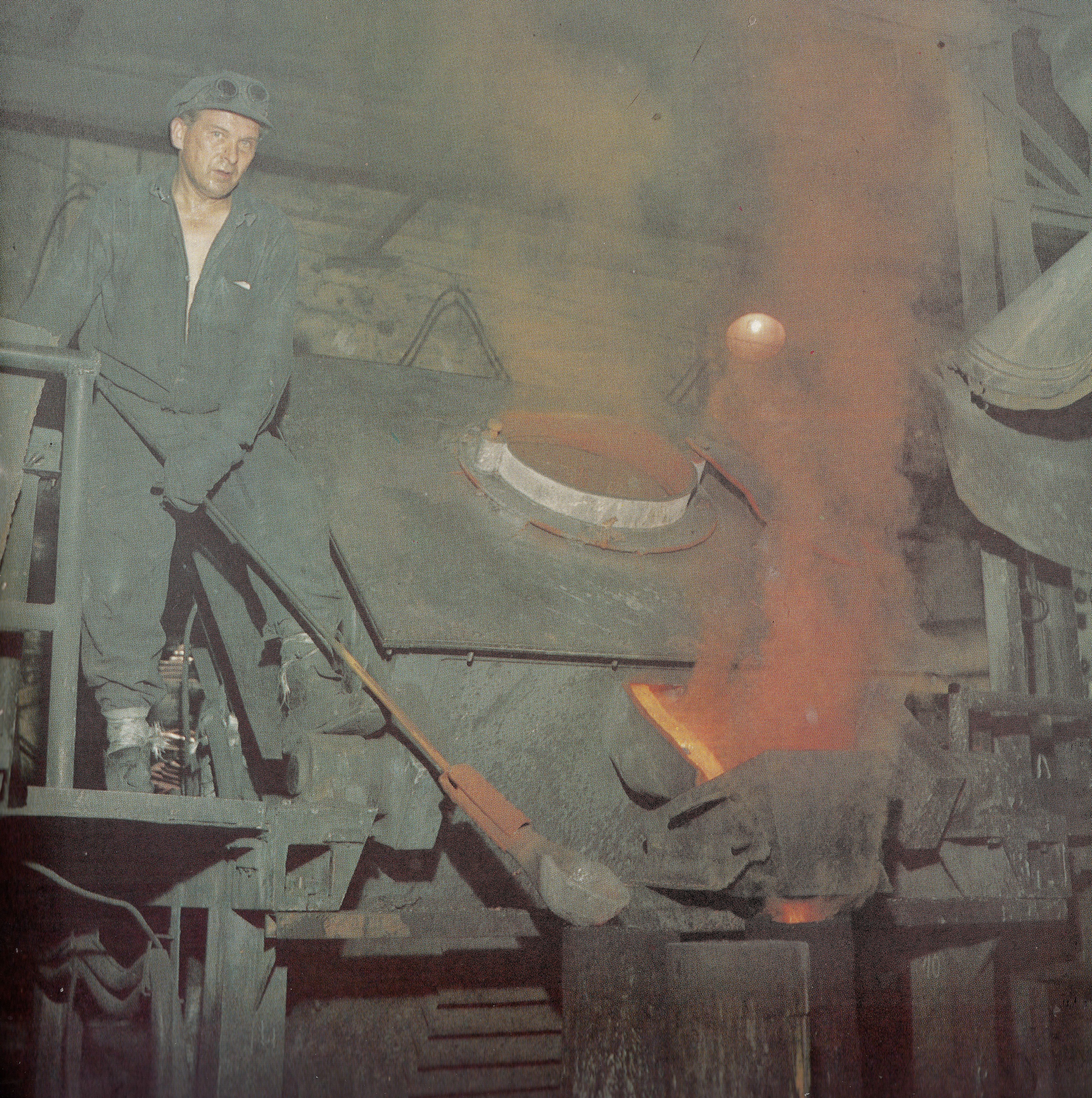
Robotnik przy piecu elektrycznym na Wydziale Odlewni w Walcowni Metali „Warszawa”, lata 70. XX w.

Robotnik – osoba świadcząca pracę najemną w zakładzie przemysłowym lub na terenie budowy, w sporej części przypadków niewymagającą szczególnych kwalifikacji lub wykształcenia. Najczęściej jest to prosta praca fizyczna pod nadzorem, wymagająca jednak dobrego stanu fizycznego. W niektórych przypadkach niezbędne są także szczególne kwalifikacje do wykonywanych zadań. W klasycznym marksizmie robotnicy tworzą osobną klasę społeczną – proletariat.

## Lista zawodów
- Robotnik budowlany
- Robotnik drogowy
- Robotnik gospodarczy
- Robotnik górniczy dołowy
- Robotnik leśny
- Robotnik magazynowy
- Robotnik mostowy
- Robotnik na rampie
- Robotnik naziemny (górnictwo)
- Robotnik osuszania i odgrzybiania budowli
- Robotnik placowy
- Robotnik pomocniczy w przemyśle przetwórczym
- Robotnik portowy (doker)
- Robotnik przy myciu części i zespołów
- Robotnik rozbiórki budowli
- Robotnik torowy